# 江田站 (福島縣)
江田站（日语：／ Eda eki */?）位于日本福岛县磐城市小川町上小川字江田，是东日本旅客铁道（JR東日本）管辖的磐越东线上的鐵路車站。

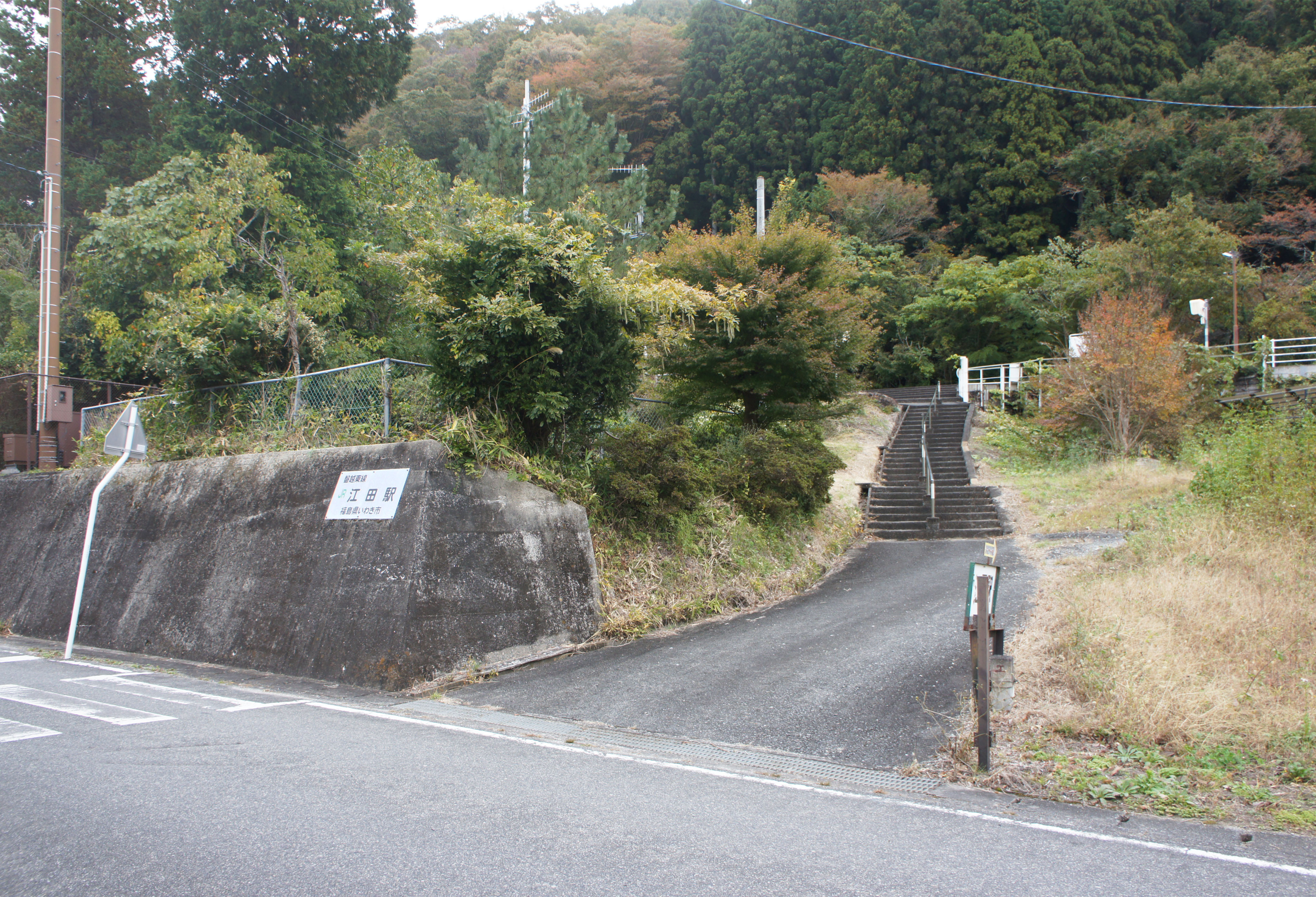
車站入口（2021年10月）

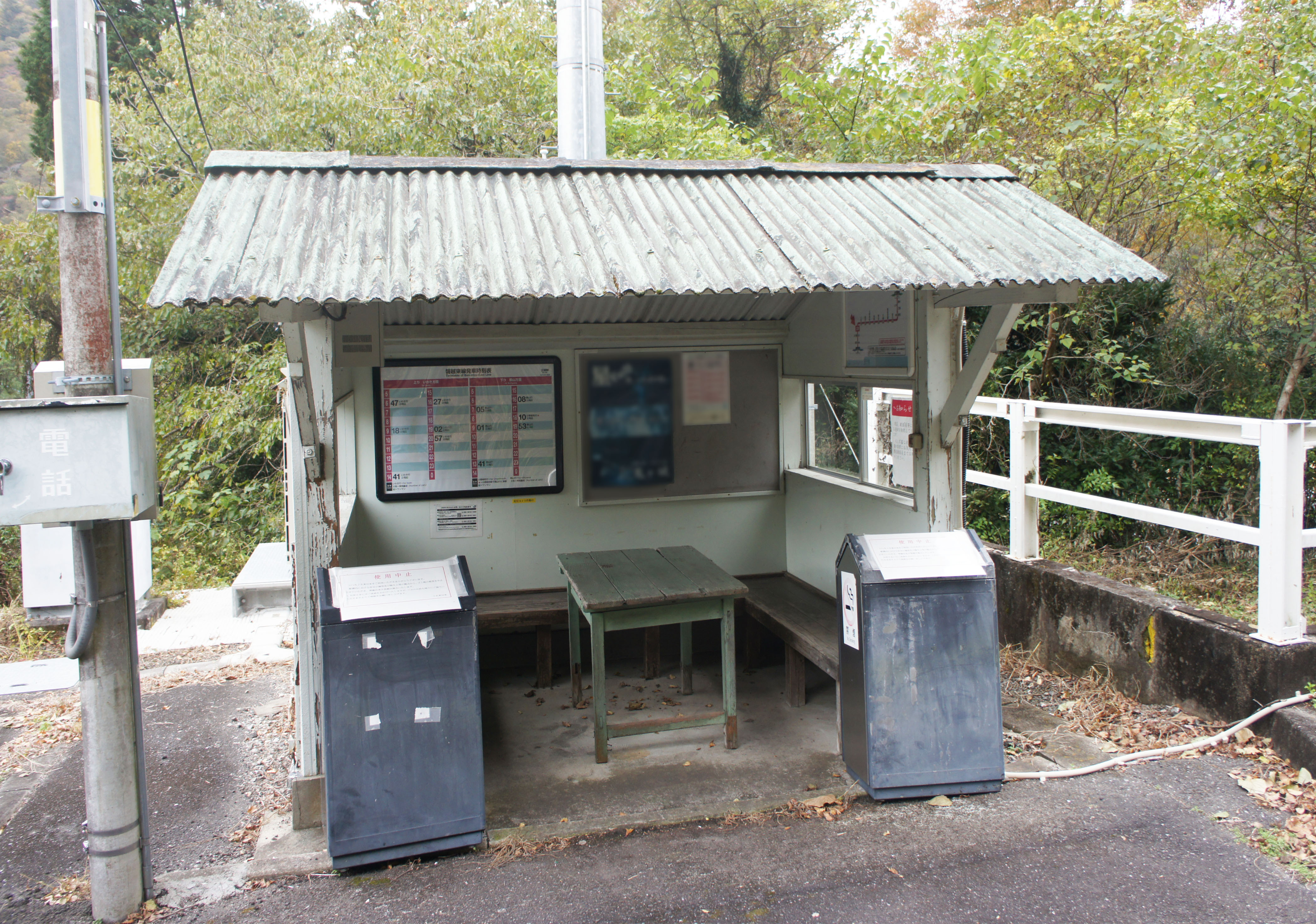
候車室（2021年10月）

## 历史
- 1948年10月1日 - 江田临时乘降所开业[1]。
- 1987年4月1日 - 国铁分割民营化后成为JR东日本车站。
- 1990年3月10日 - 设定车站营业里程。
- 2016年4月1日 - 三春站业务委托化，管理站变更为郡山站[1]。

## 车站结构
本站為侧式站台1台1线的地上车站,也是由郡山站管理的无人车站。无站房，配有冲水卫生间。

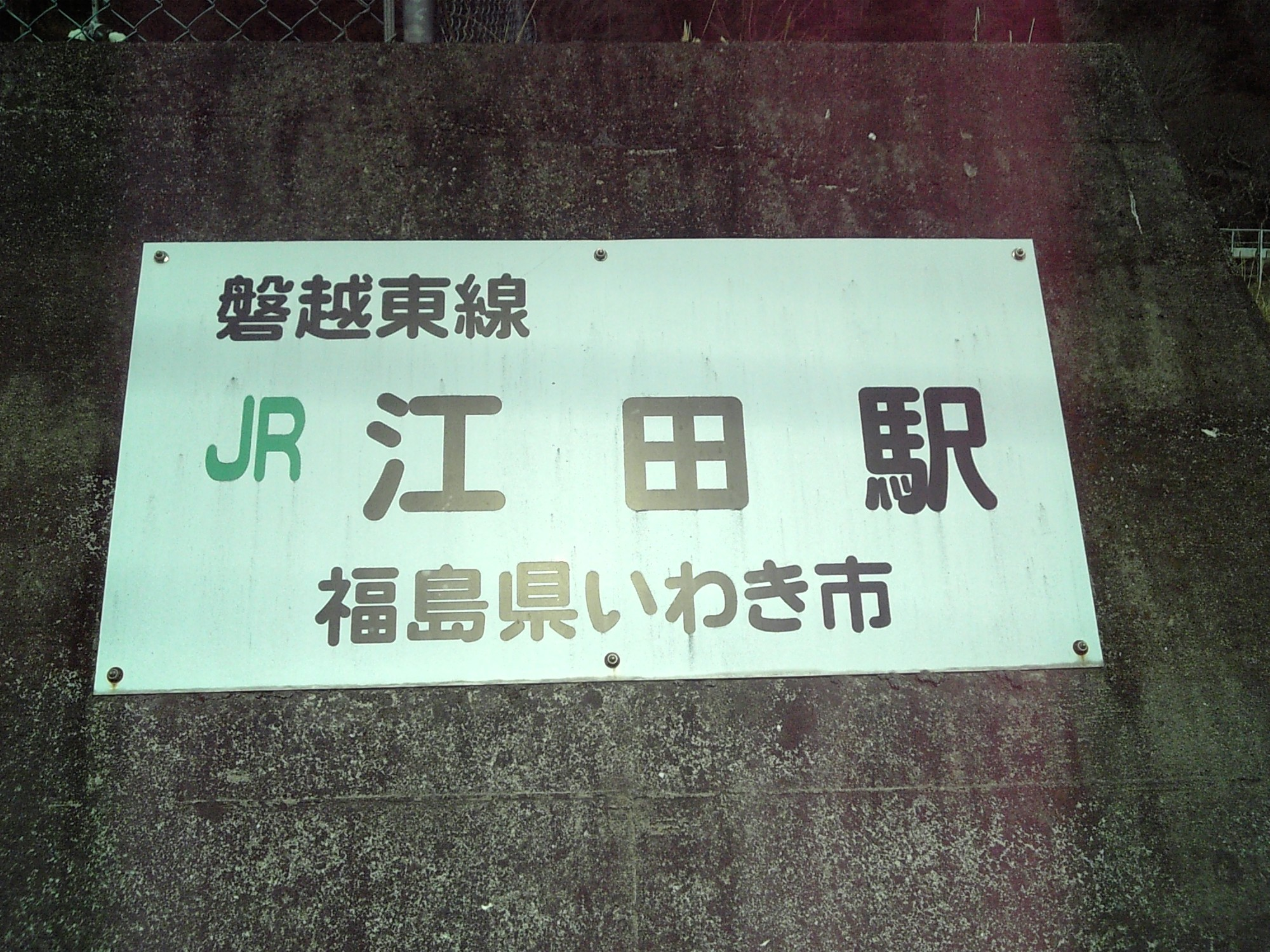
站前指示牌(2008年3月)
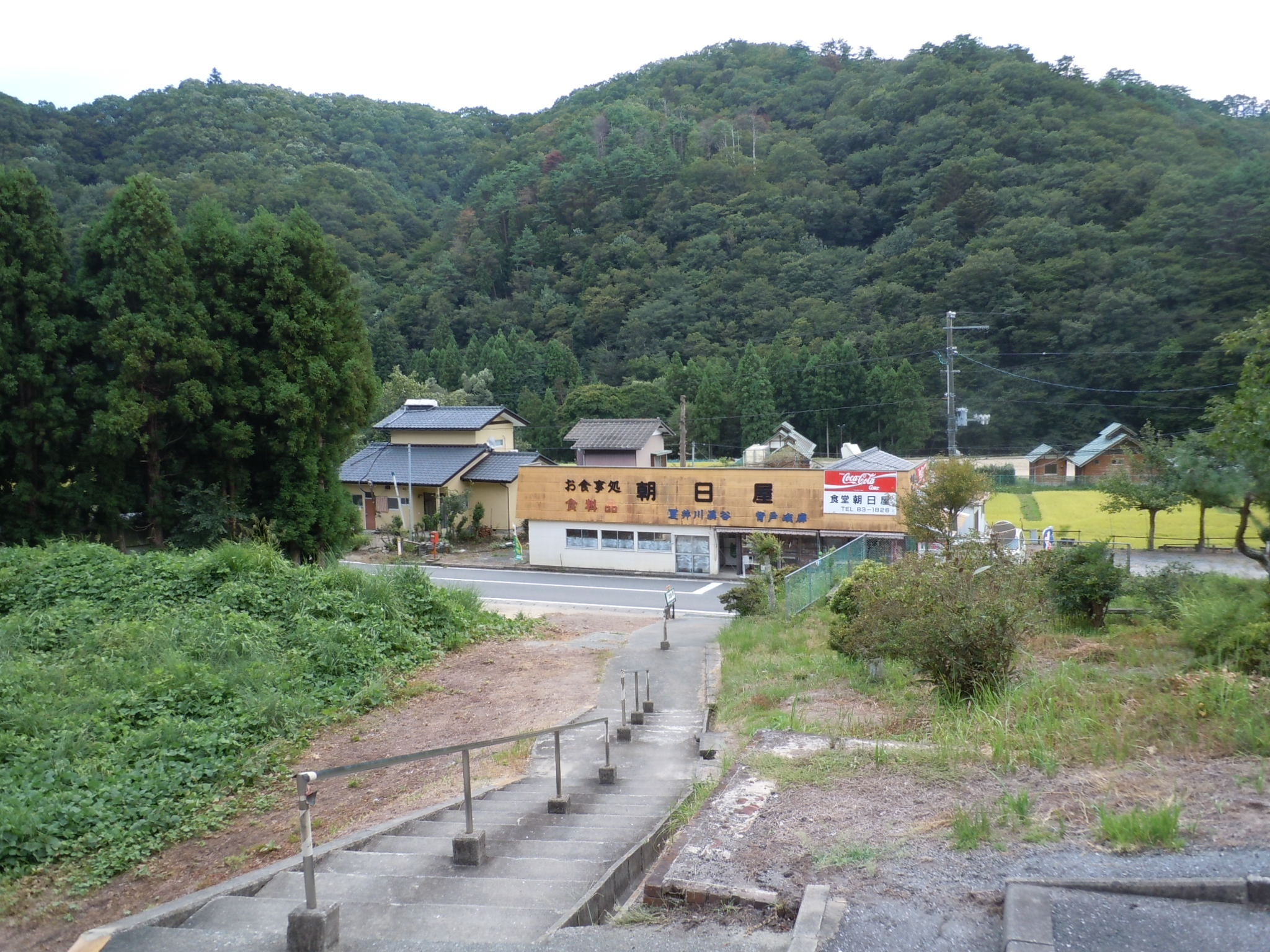
站前(2010年9月)

## 相鄰車站
東日本旅客鐵道
■磐越东線
小川乡－江田－川前